# Manganèse peroxydase
La manganèse peroxydase est une oxydoréductase qui catalyse la réaction :
2 Mn(II) + 2 H+ + H2O2  {\displaystyle \rightleftharpoons }  2 Mn(III) + 2 H2O.
Cette enzyme, produite par des mycètes du genre Phanerochaete (en), permet, avec la lignine peroxydase, de dégrader la lignine du bois.